# Міністерство внутрішніх справ Російської Федерації
Міністерство внутрішніх справ Російської Федерації (МВС Росії) (рос. Министерство внутренних дел Российской Федерации) — федеральний орган виконавчої влади, який здійснює функції з реалізації державної політики і нормативно-правового регулювання у сфері внутрішніх справ, у сфері контролю за обігом наркотичних засобів, психотропних речовин та їх прекурсорів, а також в сфері міграції . Підслідність органів внутрішніх справ регулює КПК Росії. У МВС Росії, як в СК Росії і МНС Росії, передбачена правоохоронна і федеральна цивільна держслужба. Відноситься до державних воєнізованих організацій, які мають право придбавати бойову ручну стрілецьку та іншу зброю.

## Кількість
Згідно з указом Президента Російської Федерації, з 1 січня 2018 року в штаті МВС Росії будуть значитися не більше 894 871 людини: з них 746 859 співробітників органів внутрішніх справ, 17 199 федеральних державних цивільних службовців і 130 813 працівників.

## Система Міністерства
У єдину централізовану систему МВД Росії входять:
- органи внутрішніх справ, які включають в себе поліцію

- центральний апарат МВС Росії
- територіальні органи МВС Росії
- освітні установи системи МВС Росії
- науково-дослідні організації системи МВС Росії
- медико-санітарні організації системи МВС Росії
- санаторно-курортні організації системи МВС Росії
- окружні управління матеріально-технічного постачання системи МВС Росії
- представництва МВС Росії в іноземних державах
- інші організації та підрозділи, створені для виконання завдань і здійснення повноважень, покладених на органи внутрішніх справ

- Головне управління з контролю за оборотом наркотиків
- Головне управління з питань міграції
- організації та підрозділи, створені для виконання завдань і здійснення повноважень, покладених на МВС Росії

### Керування
Міністерство очолює міністр внутрішніх справ Російської Федерації, який призначається указом Президента Російської Федерації. З 2012 року керує міністерством генерал поліції Російської Федерації Колокольцев Володимир Олександрович.
Резиденція міністра і всього вищого керівництва міністерства, а також всі департаменти і управління розташовані в Москві.

### Реформування 2016 року
5 квітня 2016 року Президент Росії Володимир Путін заявив про те, що в систему Міністерства внутрішніх справ Російської Федерації включаються Федеральна служба з контролю за оборотом наркотиків і Федеральна міграційна служба, що діяли до цього як окремі органи.
На базі внутрішніх військ МВС Росії створюється Федеральна служба військ національної гвардії Російської Федерації (Росгвардія), яка не входить до складу МВС Росії.

## Зноски
1. ↑  Указ Президента Российской Федерации от 10 ноября 1998 года № 1333 (ред. от 12 января 2010 года) «Об учреждении геральдического знака — эмблемы органов внутренних дел Российской Федерации и внутренних войск Министерства внутренних дел Российской Федерации» (вместе с «Положением о геральдическом знаке — эмблеме органов внутренних дел Российской Федерации и внутренних войск Министерства внутренних дел Российской Федерации»). Архів оригіналу за 24 серпня 2011. Процитовано 12 лютого 2010.
2. ↑  Личный состав МВД сократился до рекордного значения с 2012 года / [[kommersant.ru]], 16.10.2019. Архів оригіналу за 22 жовтня 2019. Процитовано 26 квітня 2020.
3. ↑  Федеральный закон Российской Федерации «О полиции» от 07 февраля 2011 № 3-ФЗ. Архів оригіналу за 2 травня 2011. Процитовано 12 лютого 2010. {{cite web}}: Cite має пусті невідомі параметри: |description= та |datepublished= (довідка)
4. ↑  Федеральный закон от 13 ноября 1996 г. № 150-ФЗ «Об оружии». Официальный интернет-портал правовой информации. 13 листопада 1996. Архів оригіналу за 12 вересня 2017. Процитовано 10 січня 2018.
5. ↑  В России создана национальная гвардия. Президент России (рос.). Архів оригіналу за 11 квітня 2016. Процитовано 10 січня 2018.

## Заслання
- МВД РФ
- офіційне дзеркало сайту 1 [Архівовано 23 вересня 2011 у Wayback Machine.]
- офіційне дзеркало сайту 2[недоступне посилання] ()
- #Правовий акти изданные МВД РФ [Архівовано 4 грудня 2010 у Wayback Machine.]
- Федерація профспілок співробітників органів #внутрішній діл [Архівовано 31 серпня 2019 у Wayback Machine.]
- Щит #і меч (газета) [Архівовано 20 січня 2020 у Wayback Machine.]